# Escravidão indígena no Brasil

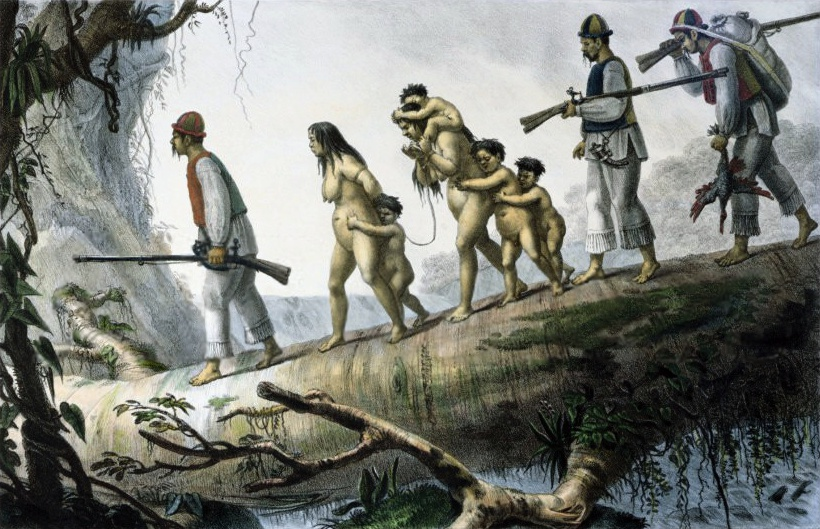
"Índios soldados da província de Curitiba escoltando prisioneiros nativos", tela de Jean-Baptiste Debret

A escravidão indígena no Brasil existiu principalmente no começo da colonização portuguesa, minguando posteriormente em preferência pelo escravo negro e sua indústria lucrativa, sendo conferido um estatuto comparativamente mais protegido aos nativos do Novo Mundo.
A principal fonte de mão de obra indígena escrava eram as entradas e bandeiras de apresamento, facilitadas pelas desavenças e guerras inter-tribais dos indígenas brasileiros, nas quais tomavam escravos.
Enfrentando diferentes realidades políticas ao longo dos séculos e a pressão do expansionismo colonial, apesar de sucessivas leis para limitar a escravidão de indígenas no Brasil e dos esforços dos jesuítas contra sua prática, esta só viria a extinguir-se definitivamente por ordem do Marquês do Pombal. Primeiro, uma lei de 1755 proibia a escravização dos índios no Estado do Grão-Pará e Maranhão. Em seguida, em 1758, essa lei foi ampliada para o restante do Brasil.

## Escravidão entre os índios
Entre as tribos indígenas que não eram canibais mas praticavam a escravatura, os papanases não tinham costume de matar os que os ofendiam, mas faziam deles escravos. Os guaianás não comiam carne humana e faziam os prisioneiros escravos. Os tapuias também faziam os cativos escravos. Relata Gabriel Soares de Sousa no Tratado descritivo do Brasil em 1587:
[…] não são os guaianases maliciosos, nem refalsados, antes simples e bem-acondicionados, e facílimos de crer em qualquer coisa. É gente de pouco trabalho, muito molar, não usam entre si lavoura, vivem de caça que matam e peixe que tomam nos rios, e das frutas silvestres que o mato dá; são grandes flecheiros e inimigos de carne humana. Não matam aos que cativam, mas aceitam-nos por seus escravos; se encontram com gente branca, não fazem nenhum dano, antes boa companhia […].
Os cadiueus viviam do tributo e do saque que faziam às tribos suas vizinhas. A sua sociedade era estratificada e a sua base era constituída por escravos, prisioneiros dos conflitos com as tribos vizinhas. Os terenas, apesar de pagarem tributos aos cadiueus e serem seus subordinados, também tinham a sua sociedade estratificada e a sua base também era constituída por escravos.

## Os índios como escravos dos colonizadores portugueses
As constantes guerras inter-tribais indígenas foram usadas pelos colonos portugueses no estabelecimento de alianças de mútuo interesse. Os portugueses, com estas alianças, obtinham exércitos aliados e mão de obra, adquirindo "índios de corda", escravos das sociedades indígenas, muitas vezes destinados ao sacríficio ritual. Os locais onde os europeus aprisionavam os indígenas eram chamados de "casas de preamento". Os índios também viam, nos colonos, aliados poderosos que os ajudavam contra os seus inimigos. Ulrich Schmidl relatou que João Ramalho "pode reunir cinco mil índios em um só dia". Segundo Russell-Wood, os portugueses construíram o seu império "com e não isoladamente contra os povos com os quais entraram em contato".
"A guerra constante entre as tribos e a inimizade entre os principais grupos foram aproveitadas pelos europeus. Assim, os portugueses ficaram amigos dos tupiniquins, que eram os grandes inimigos dos tamoios e dos tupinambás, os quais se tornaram aliados dos franceses, que tentavam invadir o domínio dos portugueses. No sul do país, aconteceu a mesma coisa: os grupos tupis se associaram aos portugueses, e os guaranis aos espanhóis. Na época do descobrimento e colonização portugueses, a população indígena era calculada em 4,5 milhões no território brasileiro."
Os portugueses dividiam os índios em dois grupos: os "índios mansos" e os "índios bravos". Os índios "bravos" eram inimigos e faziam alianças com europeus inimigos: eram considerados estrangeiros, justificando as chamadas "guerras justas". Os índios "mansos" eram os aliados dos portugueses, eram fundamentais para o fortalecimento dos portugueses, eram vassalos do Rei de Portugal e defensores das fronteiras do Brasil português. Os índios aldeados "[…] não apenas participaram dos combates, como forneceram as armas e a tática de guerra". A  metáfora dos "muros" e "baluarte" usada pelos portugueses para designar os índios aliados, significando proteção, foi repetida ao longo de toda a época colonial.
"Na verdade, como informa a própria legislação indigenista colonial, o sustento e a defesa da colônia viriam a depender dos índios aldeados e aliados, pois constituíam o grosso das tropas de guerra."
A Coroa portuguesa concedia vários benefícios e honrarias às lideranças indígenas suas aliadas, como a concessão de hábitos das ordens militares. Com o hábito da ordem militar, o índio adquiria o título de "dom" e, frequentemente, uma tença, um rendimento dado pelo rei, e, na hierarquia colonial, passava a ser um nobre vassalo do rei de Portugal. A política indigenista levou à formação de uma elite colonial indígena com o intuito de fortalecer as alianças e lealdade dos índios e a considerar os índios aliados à semelhança dos colonos europeus.
Os índios que se destacavam pela lealdade passavam a ocupar cargos oficiais, como o de juiz ou vereador, nas câmaras de algumas vilas e cidades do Brasil Colônia. Recebiam honras e privilégios que os distinguiam dos outros colonos e faziam parte da "nobreza da terra".
Advertiu e persuadiu Sua Exa. a todos os moradores, que obedecem igualmente aos Juizes e vereadores Indios como aos Europeus, porque tinham Jurisdição e Superioridade sobre todos os ditos moradores para lhes admenistrarem Justifsa e o prenderem quando delinqüirem."
O cargo de governador dos índios, primeiramente atribuído a Filipe Camarão, um grande guerreiro e hábil estratega da tribo dos potiguares, tinha também, como função, organizar os aldeamentos indígenas e o recrutamento dos terços dos índios, onde tinha servido como capitão-mor.
"Essa situação é reveladora de uma "política indigenista" que era aplicada aos índios aldeados e aliados e outra aos considerados inimigos. Ambos foram importantes no projeto de colonização, fossem como mão de obra cativa ou como povoadora do território."
Os índios não só guardavam as fronteiras como também controlavam os escravos africanos, propensos a se insurgir ou fugir e se juntarem aos europeus inimigos dos portugueses. Por serem exímios em seguirem pistas, os índios eram também contratados pelos proprietários de engenhos para capturar e resgatar escravos fugidos dos engenhos e fazendas. Nesse processo também, auxiliavam os capitães do mato (negros ou mulatos livres) na captura de escravos fugidos.
Além disso, a partir de um certo momento, a própria Igreja Católica passou, através principalmente dos jesuítas, a fazer um trabalho de catequização junto aos índios, dificultando, aos portugueses e seus filhos meio índios e tribos aliadas, a escravização dos índios aliados dos franceses. Esta posição foi defendida pelos jesuítas no Brasil, que, por seu lado, também tinham escravos, o que gerou conflitos com a população local interessada na escravatura, culminando em conflito, na chamada "A botada dos padres fora" em 1640.
"Nos séculos XVII e XVIII, a faixa esquerda do rio Amazonas transformou-se num espaço de captura de indígenas para serem vendidos dentro e fora das Guianas por traficantes que partiam de Caiena."

## Escravidão indígena voluntária e os sujeitos à "Guerra Justa"
Em 30 de julho de 1566, foi criada a lei que regulamentou pela primeira vez a escravidão voluntária dos índios. Segundo essa lei, baixada por uma junta convocada por Mem de Sá, "os índios só poderiam vender-se a si mesmos em caso de extrema necessidade, sendo que todos os casos deveriam ser obrigatoriamente submetidos à autoridade para exame". Esta seria expandida em 1570 na Lei sobre a Liberdade dos Gentios, promulgada por Dom Sebastião.

## Declínio
A partir da segunda metade do século XVI, os indígenas foram sendo substituídos pelos africanos por diversas razões como: a mão de obra africana era considerada mais qualificada para as necessidades emergentes como como conserto de barris, preparo do açúcar e forja de metais; o tráfico de escravos africanos era uma das atividades mais lucrativas no sistema colonial, e verificou-se declínio da população nativa.